# Sint-Georgekanaal
Het Sint-Georgekanaal (Engels: St George's Channel, Welsh: Sianel San Siôr, Iers: Muir Bhreatan, Nederlands ook: Sint-Joriskanaal) is een zeestraat en verbindt de Ierse Zee met de Keltische Zee in het zuiden.
Het Kanaal van Bristol (de grote inham voor de stad Bristol) is door de Keltische Zee verbonden met het Sint-Georgekanaal.